# 訃報 1993年9月
訃報 1993年9月（ふほう 1993ねん9がつ）では、1993年（平成5年）9月中に物故した、又は物故が報じられた人物についてまとめる。

## （1日 - 15日）

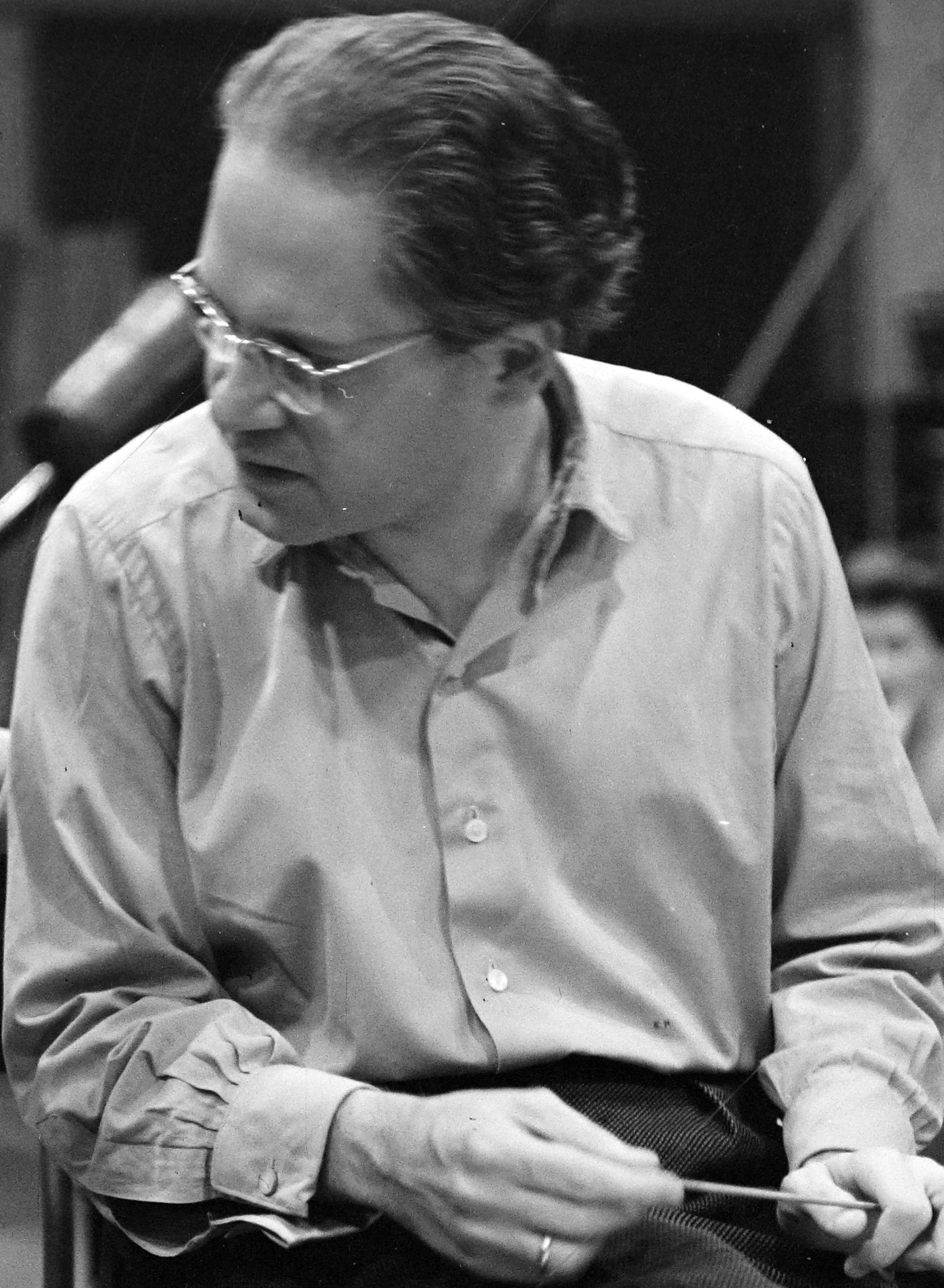
ミクローシュ・エルデーイ／9月1日没

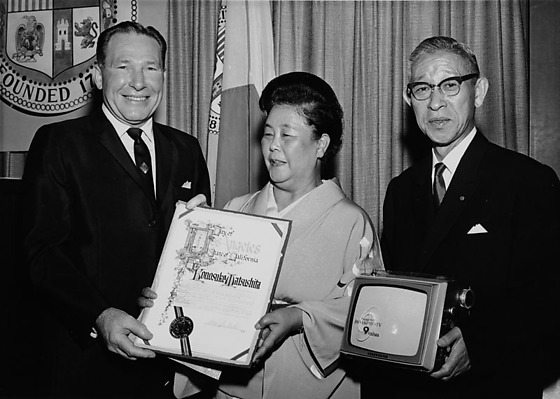
松下むめの（中央）／9月5日没

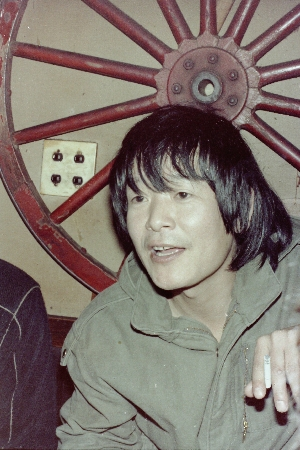
梅本さちお / 9月6日没

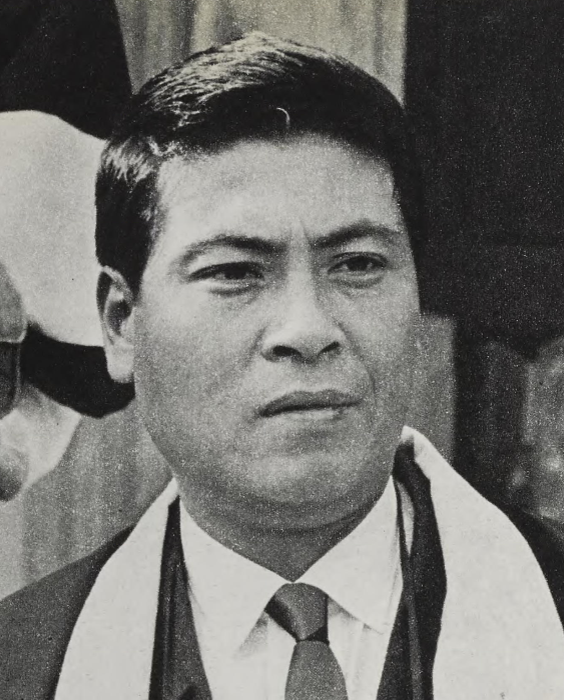
ハナ肇 / 9月10日没

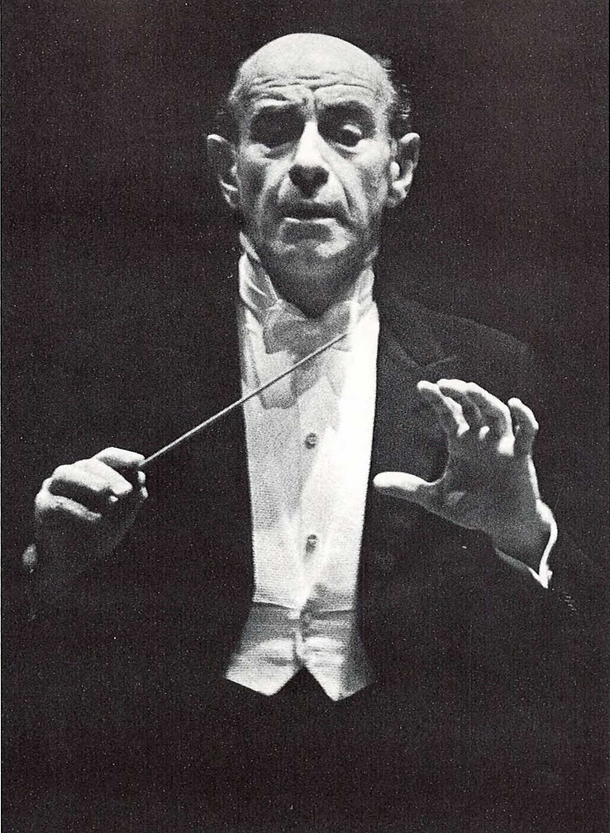
エーリヒ・ラインスドルフ / 9月11日没

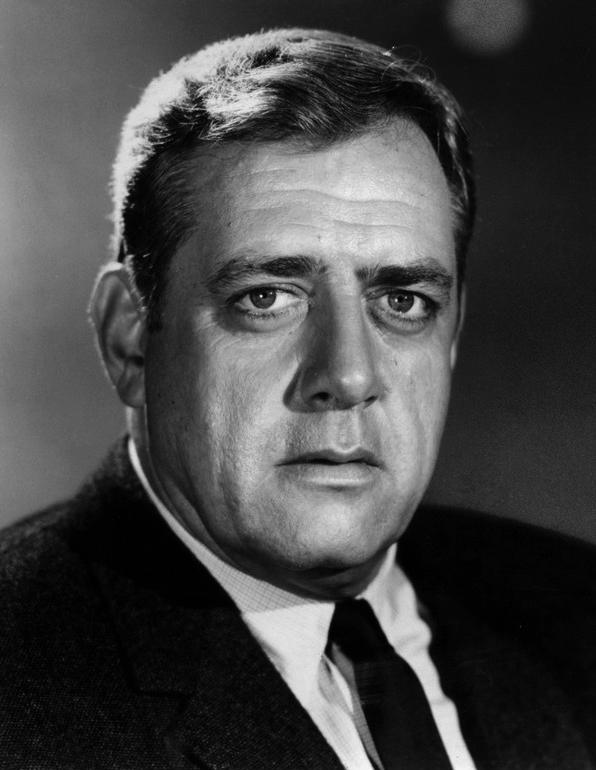
レイモンド・バー / 9月12日没

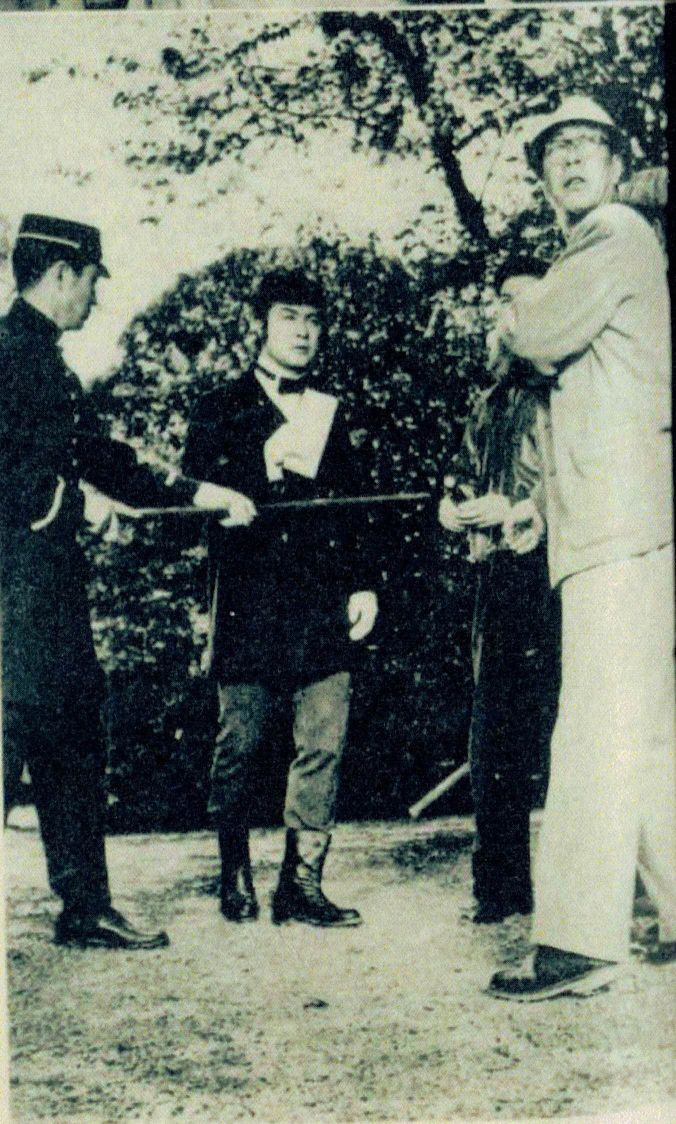
佐々木康（右） / 9月13日没

- 9月1日 - ミクローシュ・エルデーイ、指揮者（* 1928年）
- 9月5日 - 松下むめの、実業家・松下幸之助の妻（* 1896年）
- 9月6日 - 梅本さちお、漫画家・漫画原作者（* 1943年）
- 9月7日 - ウィリアム・ギロック、作曲家（* 1917年）
- 9月10日 - ハナ肇、コメディアン・ハナ肇とクレージーキャッツリーダー（* 1930年）
- 9月11日 - エーリヒ・ラインスドルフ、指揮者（* 1912年）
- 9月12日 - レイモンド・バー、俳優（* 1917年）
- 9月12日 - 久喜勲、元プロ野球選手（* 1926年）
- 9月13日 - 佐々木康、映画監督（* 1908年）

## （16日 - 30日）

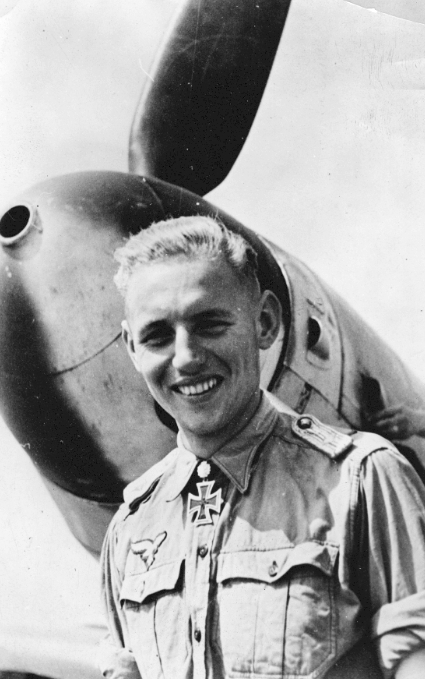
エーリヒ・ハルトマン / 9月20日没

- 9月19日 - 潮健児、俳優（*1925年）
- 9月19日 - 淀かほる、女優（* 1930年）
- 9月20日 - エーリヒ・ハルトマン、ドイツ空軍のエース・パイロット（* 1922年）
- 9月22日 - モーリス・アブラヴァネル、指揮者（* 1903年）

## 没日不明
- 9月中 - 川尻徹、精神科医、予言研究家（* 1931年）